# 闯将令
《闖將令》是中國民樂作品，现有兩首。較廣為人知的是于會泳、胡登跳作曲的中国民族管弦乐合奏曲，是一首来自中国大跃进时代的民乐作品，創作年份有指為1958年，亦有指為20世紀60年代初，但必定早於1962年。旋律發展手法為「句句雙」，又曾多次轉調及有運用「壓上」手法。較少人知的是陸春齡的吹打樂。

## 影响
曾多次在武俠電影应用。早年有《如來神掌系列》，後來在周星馳電影《功夫》亦有採用，而另一套武術電影《葉問前傳》則採用了該曲加上粵語及國語詞，歌名為《千尺浪》。

## 外部連結
- YouTube上的Lamigo國樂團：闖將令
- 民樂《闖將令》 （页面存档备份，存于）